# Friedrich Eckoldt
Friedrich Eckoldt (* 20. Juni 1887 in Erfurt; † 31. Mai 1916) war ein Kommandant der Kaiserlichen Marine im Ersten Weltkrieg, zuletzt im Dienstgrad eines Kapitänleutnant.

## Leben
Friedrich Eckoldt trat im April 1904 in die Kaiserliche Marine ein. Am 17. Oktober 1915 wurde er Kapitänleutnant. Später war er Kommandant von G 173 und V 156, bevor er ab 1. November 1913 das Große Torpedoboot V 48 übernahm. Während der Skagerrakschlacht sank V 48 am Abend des 31. Mai 1916 durch den Angriff britischer Schiffe und kostete Eckoldt einschließlich der gesamten Besatzung das Leben.
Zu Ehren Eckoldts wurde 1938 der deutsche Zerstörer Z 16 nach ihm benannt.